# Remixalbum
Ett remixalbum är ett musikalbum som till största del består av remixer och nyinspelningar av en artists tidigare låtar.